# G12型柴油機車
G12型柴油機車，是一款由美國易安迪公司生產之出口型柴電機車，擁有多種版本。其中香港九廣鐵路曾使用的柴油機車，現時除51號在港獲保留外，全部均已離開香港（52-55號）全部均前往澳洲繼續服務。

## 歷史

### 香港
九鐵使用本型機車為數5輛，編號51-55，由美國EMD設計並授權澳洲克萊德工程 （ ，現已被  收購）製造，悉數採Bo-Bo輪式（而此等輪式的全球所有G12機車合共有600多輛，是G12中的主流），於1954年至1957年之間投入服務。
首兩輛G12型柴油機車於1954年抵港，編號51及52，但在投入服務初期被鐵路沿線鄰近居民投訴噪音太大，九鐵遂於翌年為這兩輛機車加裝消音器。至1957年加訂3輛G12型柴油機車，編號53-55，其輸出功率比51及52號機車更高，牽引十多節車廂行走的表現也比以往的機車更好。編號51、52和53的車頭方向是羅湖，編號54和55的車頭方向是紅磡。
51號機車於投入服務後不久曾與一輛英軍坦克相撞，導致車身嚴重受損，需留置在車廠一段時間進行大修。
這些柴油機車主要用作牽引客車及貨車車廂，行走紅磡與羅湖之間直至1983年九廣鐵路英段全面電氣化後，九鐵客運服務全由英國製的都城嘉慕電動車組（EMU）負責，而這些柴油機車主要用作牽引貨物列車及調車之用；若貨物列車噸位較重、使用一輛G26型柴油機車仍不足以牽引時，G12將用作補機。
本型機車曾三度更改漆裝：九鐵公司成立前為綠底橙字，及後改塗淺灰藍色及九鐵公司標誌。最後，於1996年九鐵更改品牌形象時，改塗紅色（而54號改塗天藍色），並改用九鐵字體機車編號及新標誌。
51號機車「亞歷山大爵士號」於1997年退役，並一直閒置於紅磡貨場，直至2004年才被拖往何東樓車廠進行修復工程，並於3月30日運往香港鐵路博物館作靜態展示。另外，52-54號先於2004年（不遲於6月）退役，餘下55號於一段短暫時間作調車之用。其後，芝加哥貨運列車租賃公司澳洲分公司買下這四輛機車(52-55號)，它們於2005年10月離開香港，運返澳洲阿德萊德繼續服役，編號也分別改為TL152-TL155。但是，目前此等機車亦已退役，其中TL153（原53號）於2018年10月除籍，翌年收藏入墨爾本鐵路文物中心；TL152（原52號）亦在其後時間退役，並獲鐵路迷購入作私人收藏品，及後TL152於該人在墨爾本營運的私營觀光鐵路中運用。但是，TL155（原55號）最終成為零件車，其轉向架及直流直卷電機早被拆解，目前只餘車身。

### 台灣

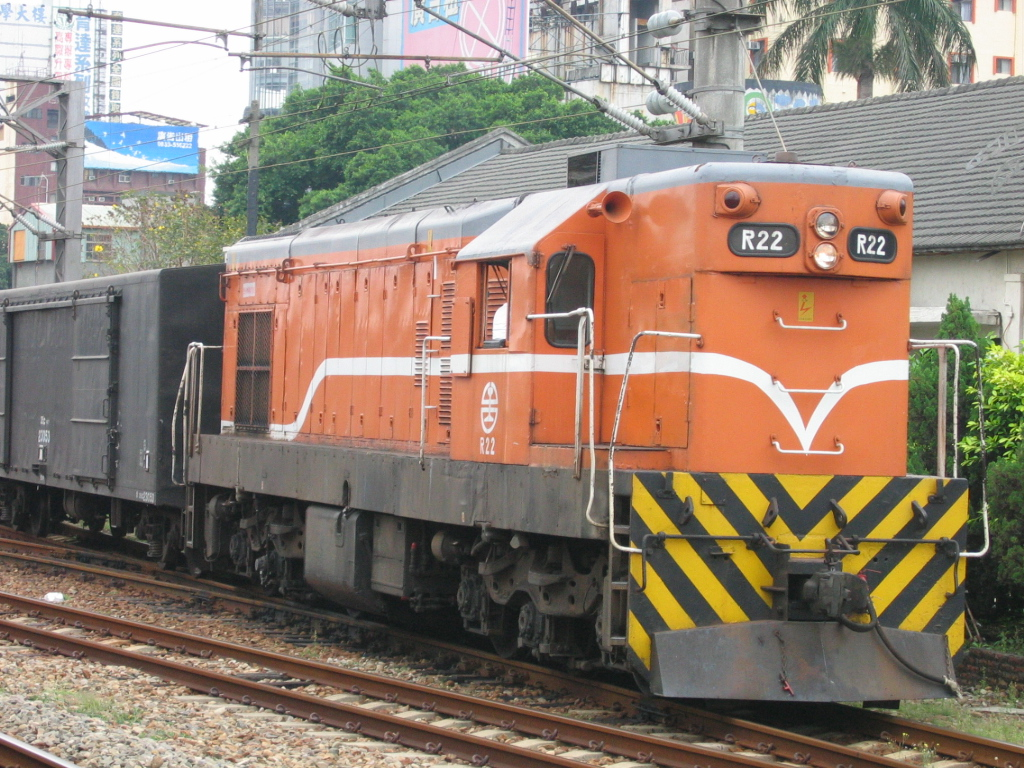
台鐵的G12型機車

臺灣鐵路公司於1960年代一共引進52輛G12型機車，命名為R20型，採用A1A-A1A軸式（而台鐵為此型G12之主要客戶），是台灣數目最多的一款柴電機車。現時，除一輛仍在非洲馬拉維運作外，其餘多數已經退役或只在台灣特定貨運列車/車底回送班次上運用，大約尚有11輛柴油機車還在運轉。
R24號2016年9月9日因台中港事故報廢除籍，曾作為富岡基地廠內無車籍調車機之用；後於2020年由國家鐵道博物館籌備處收購並將塗裝恢復為海軍藍之樣貌，目前動態保存於台北機廠。

### 南韓
原大韓民國鐵道廳曾擁有25輛本型機車，並命名為4000型柴油機車（編號4001-4015及4101-4110），悉數已退役，當中4007號獲保留作靜態展示。

### 埃及
埃及國家鐵路目前有94輛G12型機車，編號3701-3797。而在1967年對以色列六日戰爭中，有其中四輛埃及本型機車3715、3766、3795及4712號及一輛G8型機車被以軍俘獲，並在更改編號在以國鐵路繼續服務，至今該等車輛已經退役。

### 以色列
以色列鐵路曾經有27輛G12型機車，編號104-130，部分機車後期改用易安迪645系列柴油機。而當中4輛連同1輛G8機車於1967年六日戰爭時從埃及國鐵手中奪取，並緊接原來機車編號改名為127、128、129、130。至今，本型機車已全部退役，其中107入藏以色列铁路博物馆。

### 斯里蘭卡
斯里蘭卡鐵路目前有13輛G12型機車，當中11輛為A1A-A1A輪式，另兩輛626及627號為Bo-Bo輛式。而屬A1A-A1A輪式的571號機車，則在斯里蘭卡內戰中報銷。

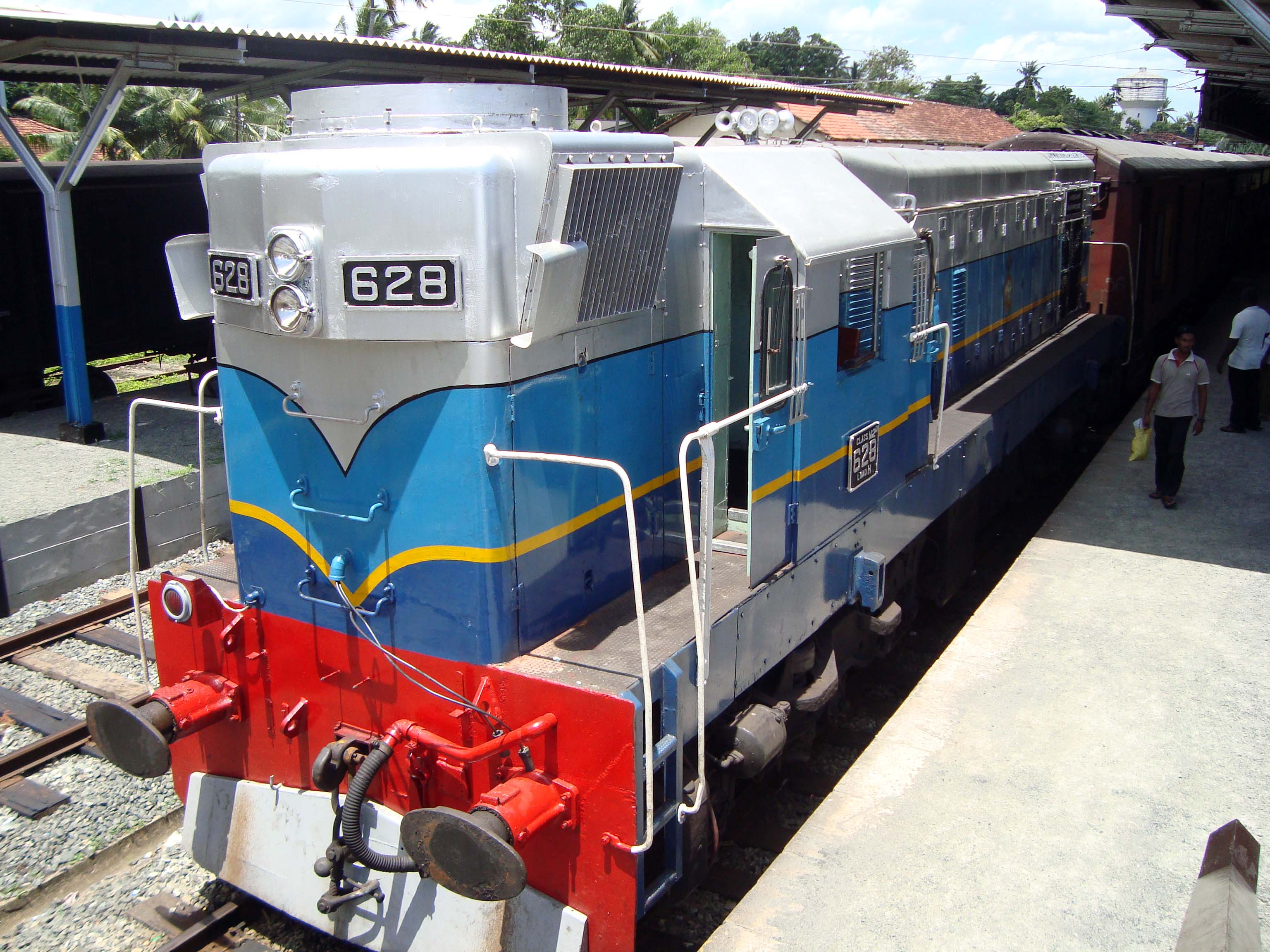
斯里蘭卡鐵路的G12型機車牽引客車進站

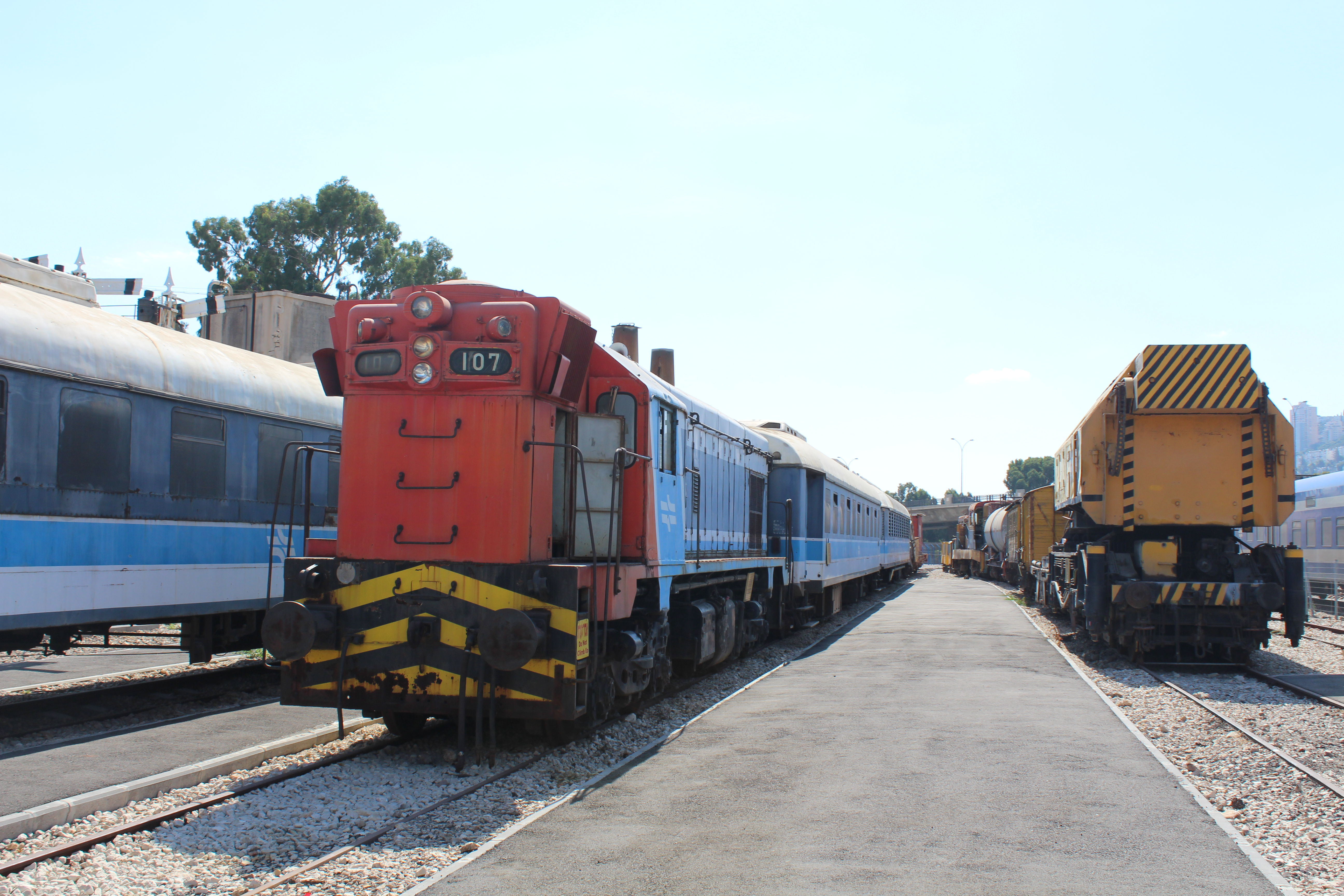
以色列鐵路的G12型機車，多數已報廢或送入博物館

## 香港機車命名

### G12型
| 機車編號 | 英文名稱      | 中文譯名                 |
| -------- | ------------- | ------------------------ |
| 51       | Sir Alexander | 亞歷山大（葛量洪）爵士號 |
| 52       | Lady Maurine  | 慕蓮夫人號               |
| 53       | H. P. Winslow | 溫思勞號                 |
| 54       | R. Baker      | 邲嘉號                   |
| 55       | R. D. Walker  | 獲嘉號                   |

## 相關文章
- 台鐵R20型柴電機車

## 註解
1. ↑  時為台灣鐵路管理局
2. 1 2  「亞歷山大爵士」即前港督葛量洪，「慕蓮夫人」是其太太「慕蓮（Maurine Samson）」

## 外部連結
- 九鐵捐贈全港首架柴油電動機車予香港鐵路博物館（九鐵新聞稿 18/05/2004）
- 四部柴油電動機車返回澳洲（九鐵新聞稿 20/10/2005）
- 老爺火車頭返鄉（蘋果日報 21/10/2005）（页面存档备份，存于）
- TL Class 柴油機車（页面存档备份，存于）